# 강동희 (농구인)
강동희(姜東熙, 1966년 12월 20일 ~ )는 대한민국의 농구 선수, 지도자로 포지션은 포인트 가드였다. 2009년 프로 농구 원주 동부 프로미의 감독을 맡았다. 현역시절 뛰어난 기량을 선보였었으나, 2011년 프로농구 챔피언결정전에서의 승부조작 혐의로 2013년 3월 11일 구속 수감되었고, 다음날인 3월 12일 감독직에서 물러났다. 2013년 7월 18일, 징역 2년에 추징금 4700만원이 구형됐다. 2013년 8월 8일엔 징역 10개월이 선고됐다. 그리고 2013년 9월 6일, 영구제명됐다.

## 경력
- 1990년 ~ 2002년 기아자동차/부산 기아 엔터프라이즈/울산 모비스 피버스
- 2002년 ~ 2004년 창원 LG 세이커스
- 2005년 ~ 2009년 원주 동부 프로미 코치
- 2009년 ~ 2013년 원주 동부 프로미 감독

## 학력
- 인천송림초등학교
- 송도중학교
- 송도고등학교
- 중앙대학교

## 뮤직비디오
- 2004년 SG 워너비 - Don't Know Why